# Katta Alonso Raggio
Katta Alonso Raggio es una activista ambiental chilena. Es fundadora de la organización Mujeres de Zona de Sacrificio (MUZOSARE) en Resistencia Quintero-Puchuncaví.
Su trabajo ha consistido en alertar sobre la contaminación ambiental en la zona de Quintero-Puchuncaví, a través de presentaciones judiciales y en cámaras legislativas, y con campañas de concientización en la población y en medios de comunicación. En 2019 recibió amenazas contra su propiedad, alertándola de que debía abandonar Ventanas, la zona donde reside.En 2022, MUZOSARE consiguió el cierre de una planta de Codelco.

## Biografía
Katta Alonso Raggio estudió Trabajo Social en la Universidad de Chile. Se casó y tuvo dos hijos, y luego de separarse de un segundo matrimonio, en el año 2006 decidió establecerse en la zona de Ventanas. Allí solía pasar sus veranos con su familia, y tenía un terreno familiar comprado por sus padres.Una vez allí, comenzó a trabajar en un proyecto con niños con dificultades cognitivas. A partir de ese encuentro inicial con las dificultades de los pobladores de la zona, comprendió que había un problema ambiental de gravedad en la zona de Quintero-Puchuncaví.
En agosto de 2018, casi 2.000 personas resultaron intoxicadas por niveles muy altos de gases atmosféricos, emitidos por las plantas de hidrocarburo concentradas en la zona.
En el 2019, junto con otras personas, se opuso al proyecto "Desarrollo Urbano Habitacional Maratué de Puchuncaví".El Segundo Tribunal Ambiental de Chile rechazó los reclamos hechos por Alonso Raggio y otras, pero aceptó solicitar una serie de medidas cautelares para la protección ambiental.
En 2022, compareció ante la Comisión Especial Investigadora del alerta ambiental del Concón-Quintero-Puchuncaví, a raíz de un caso de contaminación e intoxicación que afectó a más de 31 personas.